# Labrinth
Timothy Lee McKenzie (nascut el 4 de gener de 1989), més conegut pel seu nom artístic Labrinth, és un cantant, compositor, compositor, raper i productor discogràfic britànic. Després de començar una carrera professional en la producció musical, Simon Cowell el va contractar amb el seu segell discogràfic Syco Music, després del qual Labrinth es va convertir en el primer cantant que va signar Cowell sense haver competit en un show de talent en sis anys. Se l'ha anomenat "un dels músics britànics més importants de la seva generació".
Labrinth va fer la seva primera aparició a la llista de singles del Regne Unit el març del 2010, quan la seva col·laboració amb el raper anglès Tinie Tempah, "Pass Out", va arribar al número 1. Des de llavors, les cançons llançades per Labrinth han entrat a la llista 18 vegades, així com 5 vegades al Billboard Hot 100.
Labrinth ha publicat dos àlbums en solitari: Electronic Earth l'abril del 2012 i Imagination &amp; the Misfit Kid el novembre del 2019. El 2018, Labrinth va formar el supergrup LSD amb la cantautora australiana Sia i el DJ i productor nord-americà Diplo. Van publicar el seu àlbum debut homònim l'any següent. Labrinth també ha col·laborat amb diversos artistes com a cantant, compositor i productor, inclosos Beyoncé, Kanye West, The Weeknd, Nicki Minaj, Ed Sheeran i Noah Cyrus.
Va compondre la partitura de la sèrie dramàtica d'HBO Euphoria, per la qual va ser nominat a dos premis Emmy Primetime i en va guanyar un, i el tema de la banda sonora de The Lion King de 2019, Spirit, amb Beyoncé i Ilya Salmanzadeh, aconseguint nominacions als Grammy, al Globus d’Or, Critics 'Choice i guanyant un NAACP Image Awards.

## Primers anys
McKenzie va néixer i va créixer a Hackney, Londres; és d'origen jamaicà i canadenc. Prové d’una família de músics i té vuit germans. La seva llar es va omplir amb el so de la música gospel estatunidenca, que els seus pares estimaven. Quan eren joves, ell i els seus vuit germans van formar una banda anomenada Mac 9. Va assistir a la Stoke Newington School i va començar a desenvolupar una carrera musical durant els seus anys d’escola. El seu germà, Mac, que també és productor musical, va introduir McKenzie als 15 anys en l'art de crear música al seu estudi.

## Carrera

### 2009–10: inicis professionals
Labrinth va començar la seva carrera produint el tema "Dead End" per a l'enregistrament de l'artista Master Shortie de l'àlbum ADHD (2009). El tema va generar interès per McKenzie com a productor i compositor. Guy Moot, d’EMI Music Publishing, va oferir a l’artista un acord editorial. Des del 2010 fins al 2011, Labrinth va fer de mentor del Urban Development Vocal Collective (UDVC) al costat de la seva germana, ShezAr. També va produir diverses pistes per al col·lectiu, contribuint a un projecte de nou pistes titulat Urban Development. Els vocalistes també van proporcionar corals per a les pistes originals de Labrinth.
McKenzie va aparèixer com a artista convidat sense acreditar al single de debut del raper britànic Tinie Tempah, "Pass Out", publicat el 28 de febrer de 2010. També havia produït i coescrit el tema. El senzill va debutar al número 1 de la llista de singles del Regne Unit, al número sis de la llista de singles irlandesos i al setanta a Austràlia. Després de passar dues setmanes al número 1 del Regne Unit, "Pass Out" va ser guardonat amb el millor single britànic als Brit Awards del 2011 i la millor cançó contemporània als Ivor Novello Awards del 2011. Va aconseguir la certificació de platí de la indústria fonogràfica britànica per superar les vendes de 600.000 exemplars. Diversos mesos després, els dos artistes van col·laborar per segona vegada en el segon senzill de Tempah, "Frisky", també coescrit i produït per McKenzie. El single va debutar al número dos del Regne Unit, només superat pel senzill solidari " Shout " de Dizzee Rascal i James Corden. El tema va tenir èxit a Escòcia, on es va convertir en el segon senzill número u consecutiu del duo, que va arribar també al número tres d'Irlanda.
Al llarg del 2010, McKenzie va continuar escrivint material per a diversos artistes de gran renom, entre ells Professor Green amb la cançó "Oh My God" (Alive Till I'm Dead), Ola Svensson la cançó "Let It Hit You" (Ola), i Loick Essien per " Love Drunk " (Identity).

### 2010-12: Signatura a Syco iElectronic Earth
Després de l'èxit de la llista com a escriptor i productor, McKenzie va signar amb el segell discogràfic de Simon Cowell, Syco el 2010. El fitxatge va marcar una fita per al segell, ja que McKenzie es va convertir en el primer fitxatge en sis anys que no havia obtingut fama en un dels programes de talents de Cowell. A través de Syco, Labrinth va publicar el seu senzill debut "Let the Sun Shine" el 27 de setembre de 2010 al Regne Unit. La pista va debutar al número tres del Regne Unit, arribant també al número trenta-dos a Irlanda. Labrinth va aparèixer com a artista per tercera vegada el 3 de gener de 2011, amb el single "Let It Go" del raper britànic Devlin. Aquest va tenir un èxit a les llistes limitat, arribant al número cinquanta-nou al Regne Unit. També va participar en un remake de "Express Yourself" de Charles Wright & the Watts 103rd Street Rhythm Band
Al llarg de l'any següent, Labrinth va produir temes de Yasmin i Ms. Dynamite, així com el senzill "Teardrop" de la caritat Children in Need (2011), on també va aparèixer com a intèrpret convidat. El senzill, que es va representar tant a Children in Need 2011 com a Children in Need Rocks Manchester el 17 de novembre de 2011, va debutar al número vint-i-quatre de la llista de singles del Regne Unit.
Labrinth va publicar el seu segon senzill, " Terratrèmol ", el 23 d'octubre de 2011, amb la col·laboradora a llarg termini Tinie Tempah. El senzill va debutar al número dos de la llista del Regne Unit amb vendes de 115.530 còpies la primera setmana, el segon número més venut per darrere dels guanyadors de X Factor Little Mix i la seva portada de "Cannonball" de Damien Rice. La pista també va tenir èxit en les llistes internacionals, assolint el número dotze a Irlanda, número cinc a Nova Zelanda i el número vint-i-u a Austràlia; aconseguint la certificació d'or de la Australian Recording Industry Association i la certificació de platí de la Recording Industry Association de Nova Zelanda. Després d'un tercer senzill, " Last Time ", que es va publicar el 18 de març de 2012 com un EP digital de quatre pistes junt amb remescles de Knife Party i Gareth Emery, Labrinth va publicar el seu àlbum de debut Electronic Earth el 2 d'abril de 2012.
El 23 de maig de 2012, Labrinth va actuar a l' hipòdrom de Cheltenham per celebrar l'ocasió de la torxa olímpica que passava per Cheltenham. També va actuar en diversos espectacles universitaris, com ara Summer Ball de la University of Leeds, Ball de graduació de la Universitat de Nottingham Trent i Show of End of Year de la Universitat de Surrey. El 29 de juny, Labrinth va actuar al top 20 de VG-lista a Noruega davant d’una multitud formada per 90.000 persones. Labrinth també va actuar al GFest de Preston el 8 de setembre de 2012 per celebrar el Preston Guild 2012. La cançó "Beneath Your Beautiful", que compta amb Emeli Sandé, es va publicar com el sisè senzill de l'àlbum i va arribar al número 1 del novembre de 2012 a la llista de singles del Regne Unit, i va ser la primera entrada de Labrinth al Billboard Hot 100 al número 34.
Al juliol de 2012, es va revelar que Labrinth treballaria amb Rihanna, va fer coescriure i coproduir la seva cançó "Lost In Paradise" del seu àlbum "Unapologetic". Labrinth també va col·laborar amb Ed Sheeran, produint el seu senzill "Watchtower" i el de Devlin, que es va publicar l'agost del 2012. Labrinth també va treballar amb Sheeran el 2014 i va produir el seu senzill "Save Myself" de l'àlbum ' ÷ ' del març del 2017.
El 25 de desembre de 2012, Labrinth va publicar l'Etom Atomic per descarregar-lo gratuïtament mitjançant SoundCloud. Compta amb Plan B, Devlin, Wretch 32, Ed Sheeran, Maxsta, Lady Leshurr i Etta Bond entre d'altres.

### 2013–2019: col·laboracions i LSD

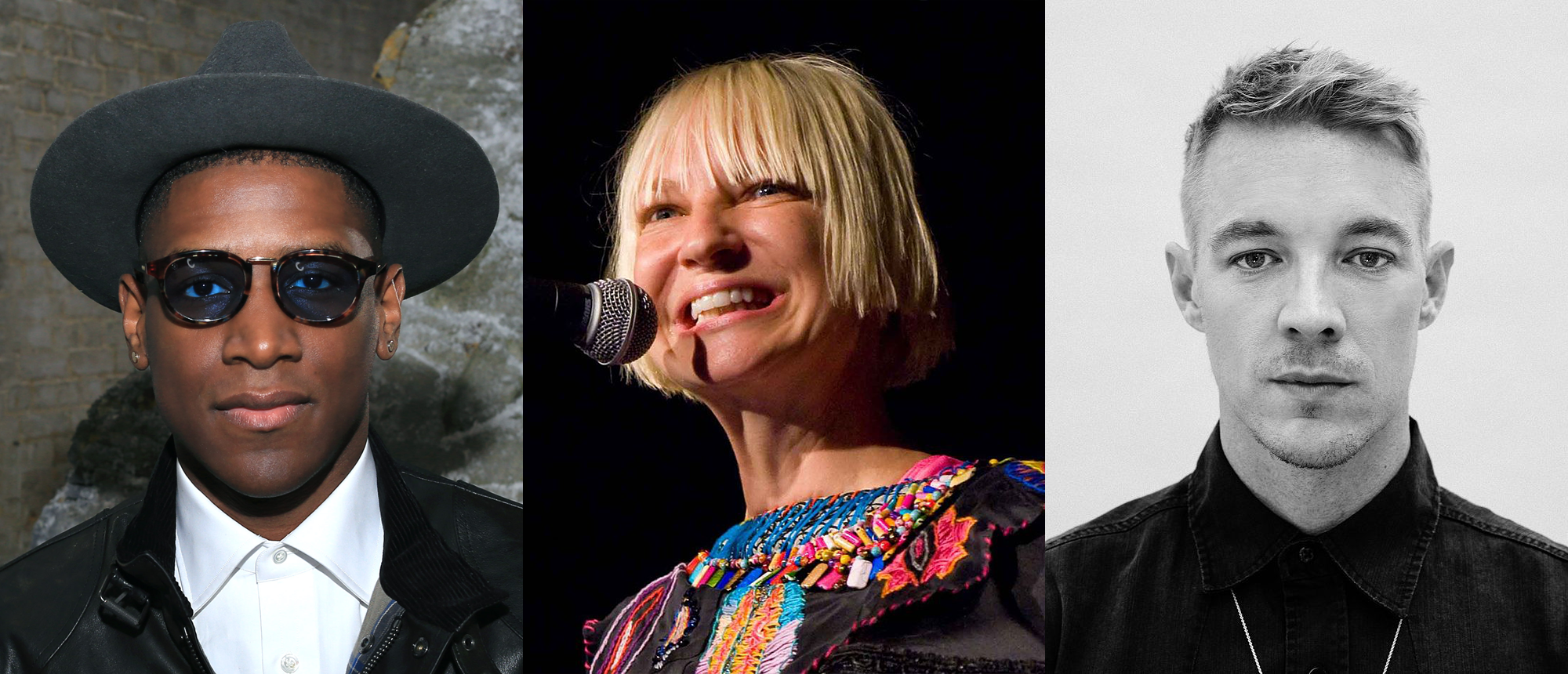
Membres de LSD

Labrinth va començar a treballar en el seu segon àlbum d’estudi el 2013. Aquell any també va aparèixer en dos temes per a l'àlbum Demonstration de Tinie Tempah : el tercer senzill "Lover Not a Fighter" i el tema del disc "It's OK".
Al juliol de 2013, Labrinth va ser escollit com a Artista del mes d'Elvis Duran i va aparèixer a l'espectacle Today de NBC, presentat per Kathy Lee Gifford i Hoda Kotb, on va interpretar en directe la seva cançó "Beneath Your Beautiful".
L'octubre de 2014, Labrinth va publicar el seu senzill "Jealous", que va escriure durant un viatge a Nashville. La cançó arribaria finalment al número 7 de la llista oficial de singles del Regne Unit el desembre de 2014. El senzill ha rebut el reconeixement de diversos artistes, inclosa Adele, que va escoltar la cançó per ajudar-la a plorar al comandament mentre rodava el seu vídeo "Hello", i Jessie Ware, que el va cobrir per a la BBC Radio 1 Live Lounge.
Publicat a l'agost del 2015, Labrinth apareix al tema "Losers", que també va coproduir, a l'àlbum de The Weeknd Beauty Behind the Madness. La seva contribució a l'àlbum li va valer la seva primera nominació als Grammy per a l'àlbum de l'any a la 58a edició dels premis Grammy. Labrinth va coproduir més tard "Stargirl Interlude" a l'àlbum de 2016 de The Weeknd 'Starboy'. També va fer un duet a la pista "Fragile", el senzill promocional principal de l'àlbum debut de Kygo, Cloud Nine .
El 2016, Labrinth va treballar al costat de Mike Posner en l'àlbum amb gran èxit de Posner At Night, Alone. Labrinth apareix i coescriu al sisè senzill, "Silence". L'àlbum es va publicar oficialment el 6 de maig de 2016. "Silence" va ser escrit tant per Posner com per Labrinth. La cançó va ser produïda per Posner i Terefe. També va produir i va aparèixer a "Make Me (Cry)", el senzill debut de Noah Cyrus, publicat el 14 de novembre de 2016. Labrinth també va aparèixer al costat de Cyrus al vídeo musical de la cançó i a les actuacions de The Tonight Show i The Late Late Show. El single va arribar al número 22 del Billboard Hot 100 el febrer de 2017. Durant els dos anys següents, Labrinth i Cyrus van continuar col·laborant, amb Labrinth fent l'escriptura i producció al single "I'm Stuck" de maig de 2017, al single "Again" de setembre de 2017 i al single "Live Or Die" de l'agost de 2018. El desembre de 2016, Labrinth va interpretar una combinació de "Frozen" i "Like A Prayer" a l'esdeveniment anual Billboard Women in Music, on Madonna, que l'havia seleccionat personalment per actuar, va ser premiada com a Dona de l'Any.
Al maig del 2017, Labrinth va aparèixer al senzill de Sia "To Be Human" de la banda sonora de Wonder Woman. Al setembre del 2017, Apple va utilitzar la cançó de Labrinth "Misbehaving" en la seva presentació principal per anunciar el seu Apple Watch Series 3.
El 3 de maig de 2018, Labrinth va ser anunciat com a membre del col·lectiu LSD juntament amb Sia i el productor musical Diplo. Era la primera vegada que els tres artistes treballaven junts en un sol projecte. Segons Diplo, LSD va començar quan va ser convidat a l'estudi a escriure amb Labrinth i Sia. El seu primer senzill, "Genius", es va publicar a través de Columbia Records als Estats Units i Syco Music al Regne Unit el mateix dia, juntament amb una animació psicodèlica i l'anunci d'un proper àlbum. LSD va publicar el seu segon senzill "Audio" la setmana següent i el seu tercer senzill "Thunderclouds" a l'agost, seguit d'un vídeo musical "Thunderclouds" amb la ballarina i col·laboradora anterior de Sia, Maddie Ziegler. Aquesta última es va utilitzar com a cançó promocional del Samsung Galaxy Note 9, que va ajudar a impulsar-lo fins a la part superior de la llista de publicitat de TV de Billboard & Clio d’agost i setembre de 2018. El novembre de 2018, els tres van rebre una nominació al premi Grammy a la millor gravació remesclada per la seva cançó "Audio (CID Remix Official Dance Remix)". També el 2018, Labrinth va coproduir i aparèixer al tema "Majesty" de Nicki Minaj amb Eminem, que va assolir el número 58 al Billboard Hot 100.
El gener de 2019, Labrinth va protagonitzar un anunci de Mini Countryman, en què cantava una versió de "Don't Fence Me In". També es va publicar una versió completa de la cançó amb la campanya. Després de la publicació del seu senzill "Mountains", LSD va publicar el seu àlbum debut <i id="mwAVo">Labrinth, Sia &amp; Diplo Present...</i><i id="mwAVo">LSD</i> el 12 d'abril de 2019. Aquell mes, el grup va publicar un vídeo de "No New Friends" amb Maddie Ziegler i va fer la seva primera aparició en directe interpretant la cançó a l'Ellen DeGeneres Show.

### 2019-Actualitat:EuphoriaiImagination & the Misfit Kid
Després de publicar el seu senzill "Miracle" al juny del 2019, Labrinth va ser anunciat com a compositor principal per a la primera temporada de la sèrie dramàtica d'HBO Euphoria. Inspirat per algunes de les cançons que Adam Leber, el manager de Labrinth, havia compartit amb ell, el creador del programa, Sam Levinson, es va apropar a Labrinth per contribuir amb la música de la sèrie mentre treballava en el seu segon àlbum en solitari. Diverses de les cançons originals de Labrinth també apareixen al llarg de la sèrie, incloent "Mount Everest" i "All For Us" amb veu de l'actriu principal del programa Zendaya. L'album de cançons de la sèrie es va publicar el 4 d’octubre de 2019 a través de Milan Records i Sony Masterworks. Caracteritzat com "un mash-up de sons electrònics, R&B, dansa i hip-hop", la partitura va ser rebuda positivament i va rebre elogis per "complementar perfectament el viatge del personatge principal". L’any següent, Labrinth va rebre dues nominacions al Premi Emmy Primetime pel seu treball a Euphoria; Composició musical destacada per a una sèrie per a l'episodi "03 Bonnie and Clyde" i Música i lletres excepcionals de la cançó "All for Us", guanyant aquesta última, així com un premi Ivor Novello a la millor banda sonora de televisió.
Labrinth va coescriure i produir el single "Spirit" el juliol de 2019 de Beyoncé com a part de la banda sonora del remake de The Lion King i l'àlbum complementari The Lion King: The Gift. El senzill classificat al Billboard Hot 100, va ser nominat als premis Grammy i Globus d'Or i va ser nominat al premi Oscar a la millor cançó original. Aquell any, Labrinth també va col·laborar amb Kanye West, coproduint i prestant veus a "God Is" del seu disc Jesus Is King en octubre de 2019.
El 31 d'octubre de 2019, Labrinth va anunciar el seu segon àlbum d'estudi titulat Imagination &amp; the Misfit Kid amb la publicació del senzill "Where the Wild Things". L'àlbum de 15 temes, que compta amb aparicions convidades de Zendaya i Sia, es va publicar el 22 de novembre de 2020. El senzill "Imagination" es va utilitzar a l'anunci "Made in the UK" d'Apple el juliol de 2020. Com a part de la sèrie d'Apple 'Behind the Mac', l'anunci inclou talent creatiu britànic que treballa amb ordinadors portàtils MacBook, inclòs el mateix Labrinth.
El 9 d'octubre de 2020, Labrinth va publicar el seu senzill "No Ordinary", que va ser utilitzat en el tràiler de llançament de la Xbox Series X/S. Labrinth també va escriure i produir dos senzills per a Sam Smith publicats aquell any, incloent "Love Goes", en el qual també apareix i prové de l'àlbum del mateix nom de Smith, i una cançó original de Nadal "The Lighthouse Keeper". Aquest any Labrinth va compondre la banda sonora de la pel·lícula original de Netflix, Malcolm & Marie, de Sam Levinson.

## Premis
| Any  | Premi                                       | Categoria                                  | Cançò                                            | Resultat  | Ref.   |
| ---- | ------------------------------------------- | ------------------------------------------ | ------------------------------------------------ | --------- | ------ |
| 2010 | Urban Music Awards                          | Millor col·laboració                       | "Pass Out" (amb Tinie Tempah)                    | Guanyador |        |
| 2011 | Brit Awards                                 | Cançò de l'any                             | "Pass Out" (amb Tinie Tempah)                    | Guanyador |        |
| 2012 | MOBO Awards                                 | Millor cantant masculí                     |                                                  | Nominat   |        |
| 2012 | MOBO Awards                                 | Millor R&B/Soul Act                        | Nominat                                          |           |        |
| 2012 | MOBO Awards                                 | Millor Album                               | "Electronic Earth"                               | Nominat   |        |
| 2012 | MOBO Awards                                 | Millor cançò                               | "Earthquake" (featuring Tinie Tempah)            | Guanyador |        |
| 2012 | BBC Radio 1 Teen Awards                     | Millor British Single                      | "Earthquake" (featuring Tinie Tempah)            | Nominat   | [ 82 ] |
| 2012 | BBC Radio 1 Teen Awards                     | Millor British Album                       | "Electronic Earth"                               | Nominat   | [ 82 ] |
| 2012 | BBC Radio 1 Teen Awards                     | Millor British Music Act                   |                                                  | Nominat   | [ 82 ] |
| 2013 | Brit Awards                                 | Cançò de l'any                             | "Beneath Your Beautiful" (featuring Emeli Sandé) | Nominat   |        |
| 2016 | Grammy Awards                               | Àlbum de l'any                             | Beauty Behind the Madness (com a productor)      | Nominat   |        |
| 2017 | Radio Disney Music Award                    | Millor cançò de trencar                    | "Make Me (Cry)" (amb Noah Cyrus)                 | Nominat   |        |
| 2019 | Grammy Awards                               | Millor gravació, No Classica               | "Audio (CID Remix Official Dance Remix)"         | Nominat   | [ 53 ] |
| 2019 | Golden Globe Awards                         | Millor cançò original                      | "Spirit"                                         | Nominat   |        |
| 2019 | Capri Hollywood International Film Festival | Millor cançò original                      | Guanyador                                        |           |        |
| 2019 | Hollywood Music in Media Awards             | Millor cançò original en una pel·lícula    | Nominat                                          |           |        |
| 2019 | Satellite Awards                            | Millor cançò original                      | Nominat                                          |           |        |
| 2019 | Critics' Choice Movie Awards                | Millor cançò                               | Nominat                                          |           |        |
| 2019 | Hawaii Film Critics Society                 | Millor cançò                               | Nominat                                          |           |        |
| 2020 | Grammy Awards                               | Millor cançò escrita per a un mitjà visual | Nominat                                          |           |        |
| 2020 | Clio Awards                                 | Millor campanya d'àlbum                    | LSD: The Experience, The Game, The Album         | Plata     |        |
| 2020 | Clio Awards                                 | Jocs/Concursos                             | LSD: The Game                                    | Plata     |        |
| 2020 | Ivor Novello Awards                         | Millor Banda Sonora de Televisió           | Euphoria                                         | Guanyador |        |
| 2020 | Primetime Emmy Awards                       | Outstanding Music Composition for a Series | "03 Bonnie and Clyde"                            | Nominat   | [ 64 ] |
| 2020 | Primetime Emmy Awards                       | Outstanding Original Music and Lyrics      | "All for Us"                                     | Guanyador | [ 65 ] |